# Марсалис, Уинтон
Уи́нтон Марса́лис (англ. Wynton Learson Marsalis; родился 18 октября 1961 в Новом Орлеане) — американский трубач и композитор, художественный руководитель джазового подразделения Линкольн-центра. Младший брат Брэнфорда Марсалиса.

## Биография
В семье джазового пианиста Эллиса Марсалиса (1934—2020) Уинтон был вторым ребёнком, из пяти его братьев трое также стали известными впоследствии джазменами. Имя получил в честь знаменитого джазмена Уинтона Келли. Игре на трубе Марсалис начал учиться с шести лет, осваивая как классическое, так и джазовое исполнение. В 14 лет исполнил в сопровождении Новоорлеанского филармонического оркестра Концерт для трубы с оркестром Гайдна, а в 1980, уже будучи студентом Джульярдской школы музыки, стал музыкантом ансамбля Арта Блэйки «Jazz Messengers». 

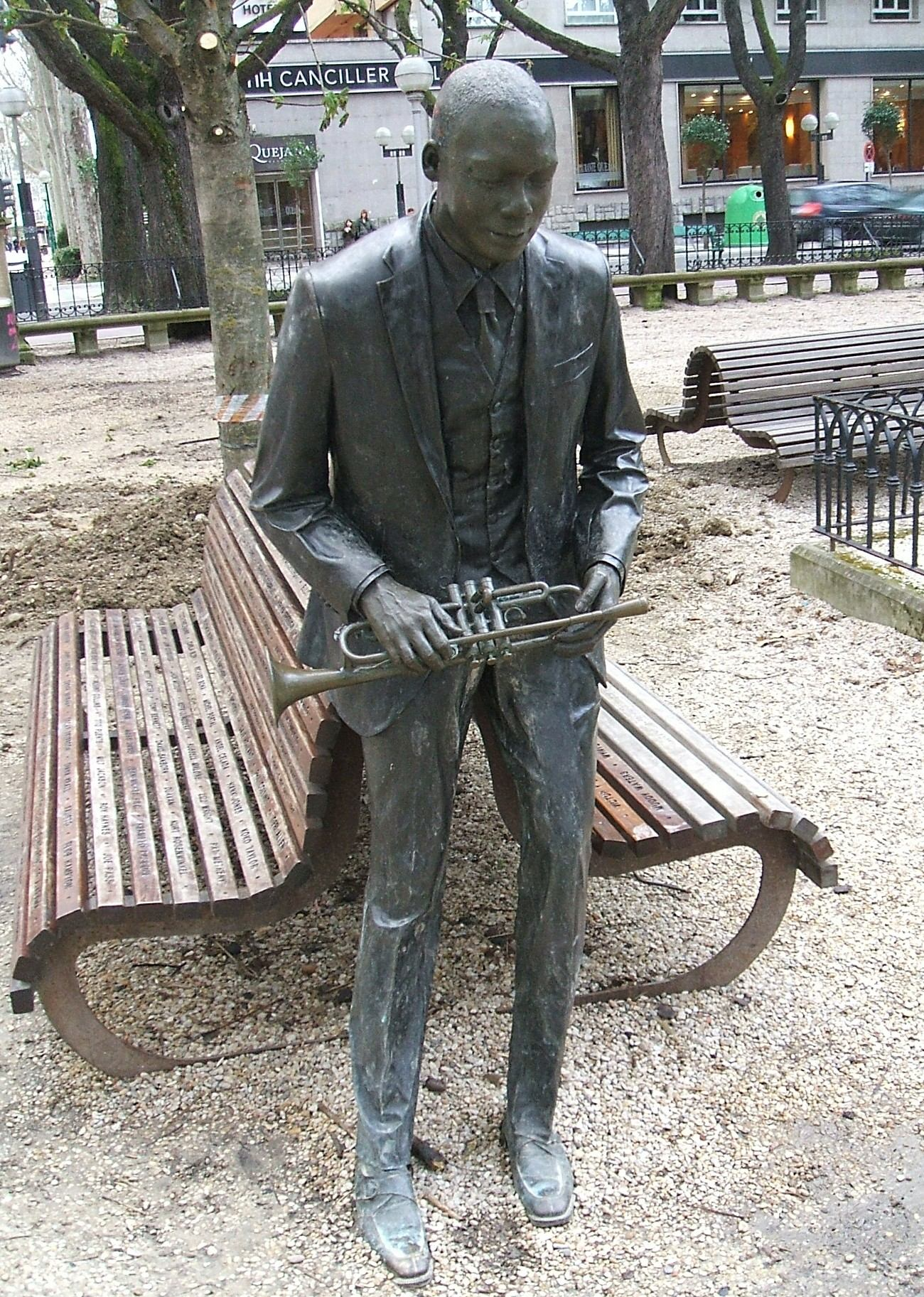
Памятник Марсалису в Испании

В 1983 году 22-летний Марсалис выступает в квартете с Херби Хэнкоком, Роном Картером и Тони Уильямсом и записывает свой первый альбом в качестве бэнд-лидера. Через год он покидает «Jazz Messengers» и собирает собственный квинтет, в котором принимает участие его старший брат Брэнфорд. В 1983 г. Марсалис стал единственным в истории человеком, получившим на одной церемонии «Грэмми» награды как за классическое (концерты Гайдна, Л. Моцарта и Гуммеля), так и за джазовое исполнение. В дальнейшем он был ещё семь раз удостоен этой награды.
С середины 1980-х годов Марсалис, не прекращая карьеры джазового музыканта, активно сочиняет музыку. Среди его сочинений ― сюита Soul Gestures in Southern Blues, написанная в 1988 году, различные камерные произведения, музыка к кинофильмам и балетам, оратория «Кровь на полях», за которую он в 1997 году получил Пулитцеровскую премию по музыке.
В 1994 году Марсалис распустил свой последний джазовый септет, с которым сотрудничал с 1988 года, чтобы уделить больше внимания музыкально-просветительской деятельности. С целью привлечь внимание общества (и прежде всего ― молодого поколения) к музыке он много выступает на телевидении и радио, даёт многочисленные концерты и мастер-классы по всему миру. С 1992 года Марсалис руководит джазовым отделением Линкольн-центра.
В 1995 году на PBS состоялась премьера образовательного телесериала «Марсалис о музыке» (англ. Marsalis on Music) — о джазе и классической музыке, написанного Марсалисом. Этот сериал был удостоен многих премий и наград. В 2011 году выпустил совместно с блюз-рок-гитаристом Эриком Клэптоном запись концерта «Джаз» в Линкольн-центре — Wynton Marsalis & Eric Clapton Play the Blues.

## Награды
- Национальная медаль США в области искусств (2005).
- Кавалер ордена Почётного легиона (2008, Франция).
- Национальная гуманитарная медаль США (2015).
- Орден Дружбы (24 октября 2017 года, Россия) — за большой вклад в развитие культурных связей между Российской Федерацией и Соединёнными Штатами Америки[2].
- Императорская премия (2023).
- Зал славы журнала Gramophone[3].

## Книги
- Sweet Swing Blues on the Road;
- Jazz in the Bittersweet Blues of Life;
- To a Young Musician: Letters from the Road;
- Jazz ABZ (an A to Z collection of poems celebrating jazz greats);
- Moving to Higher Ground: How Jazz Can Change Your Life.

Последняя из перечисленных книг стала бестселлером.